# Ханга Роа
Ханга Роа је главни град Ускршњег острва. Под управом је региона Валпараисо и у саставу је државе Чиле. Налази се у јужном делу западне обале Ускршњег острва. По попису из 2002. град има 3.304 становника.